# آبشار دینر
آبشار دینر (به انگلیسی: Dinner Falls) آبشاری است که در کوئینزلند، استرالیا واقع شده و ارتفاع کلی ریزشگاه آن ۲۶۰ متر است.